# Kahle Weide
Die Kahle Weide  (Salix glabra) ist eine Pflanzenart aus der Gattung der Weiden (Salix). Das natürliche Verbreitungsgebiet liegt in Europa.

## Beschreibung

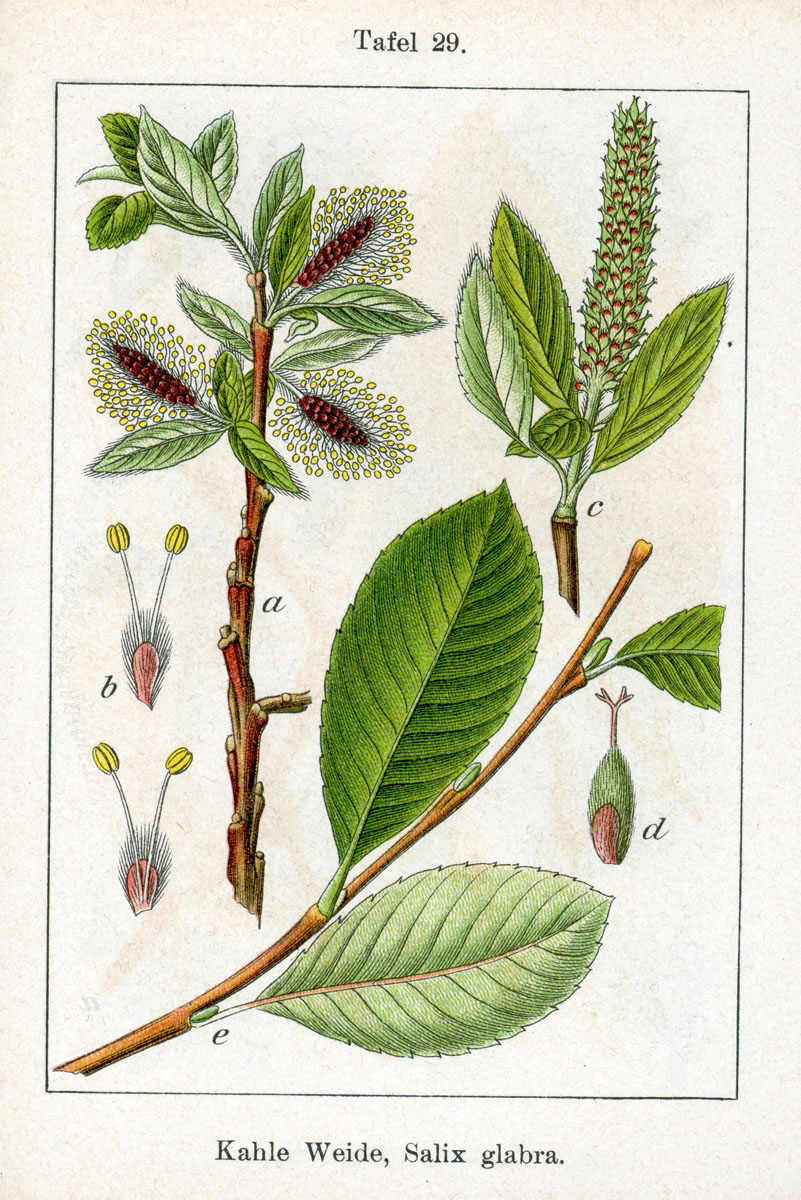
Illustration von Jacob Sturm aus Johann Georg Sturm: Deutschlands Flora in Abbildungen, 1796

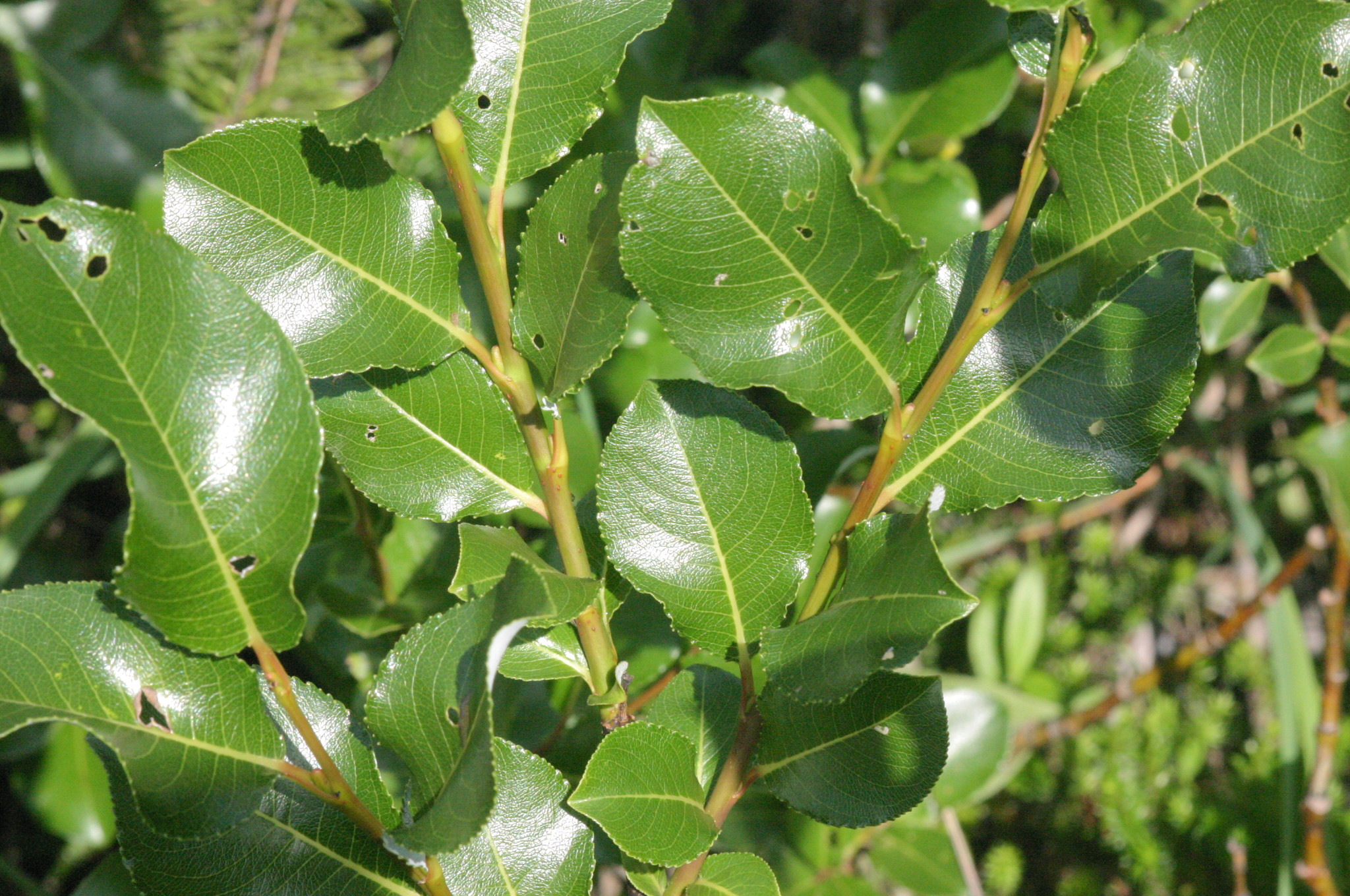
Zweig mit einfachen Laubblättern

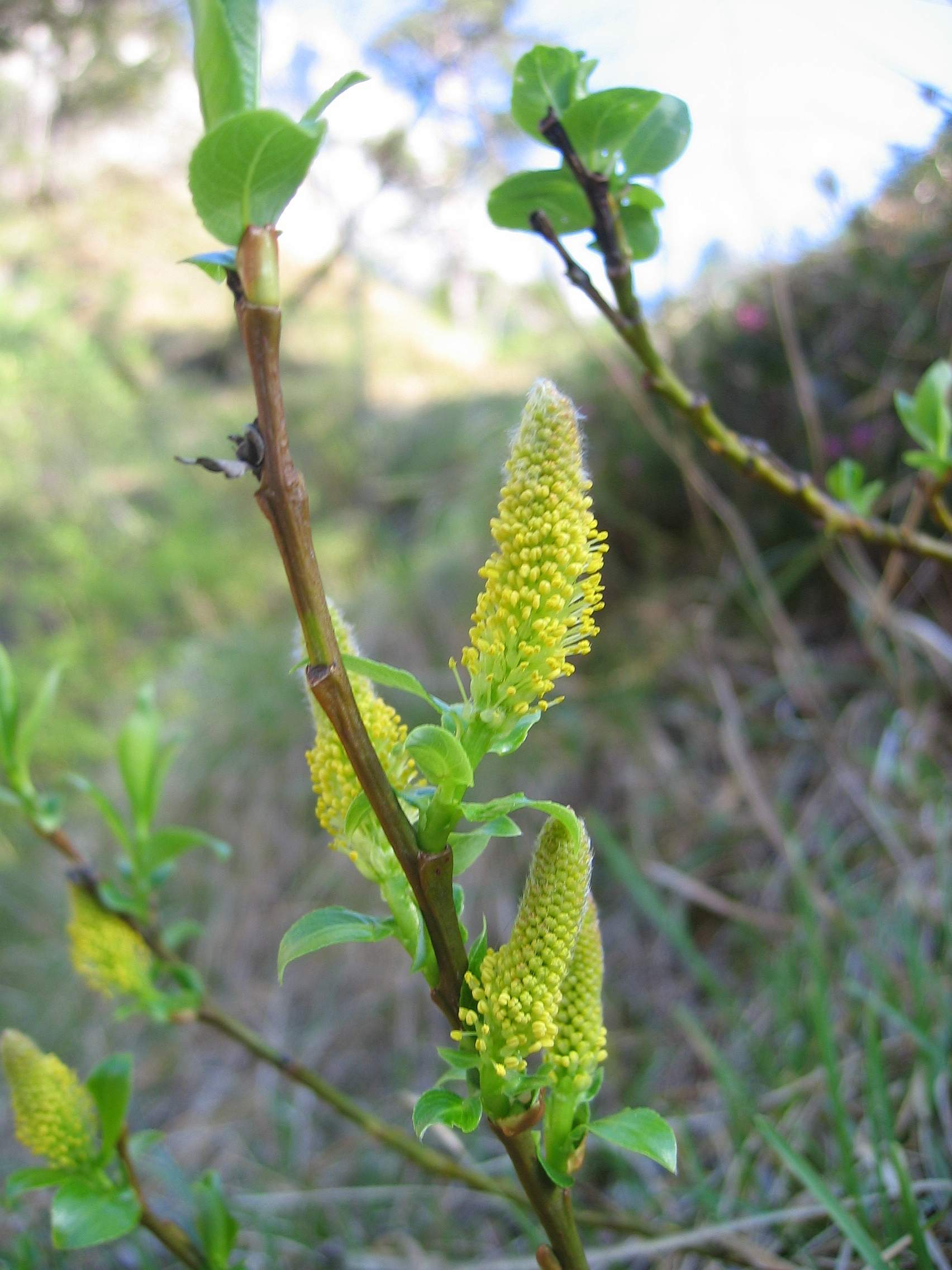
Männliche Blütenkätzchen

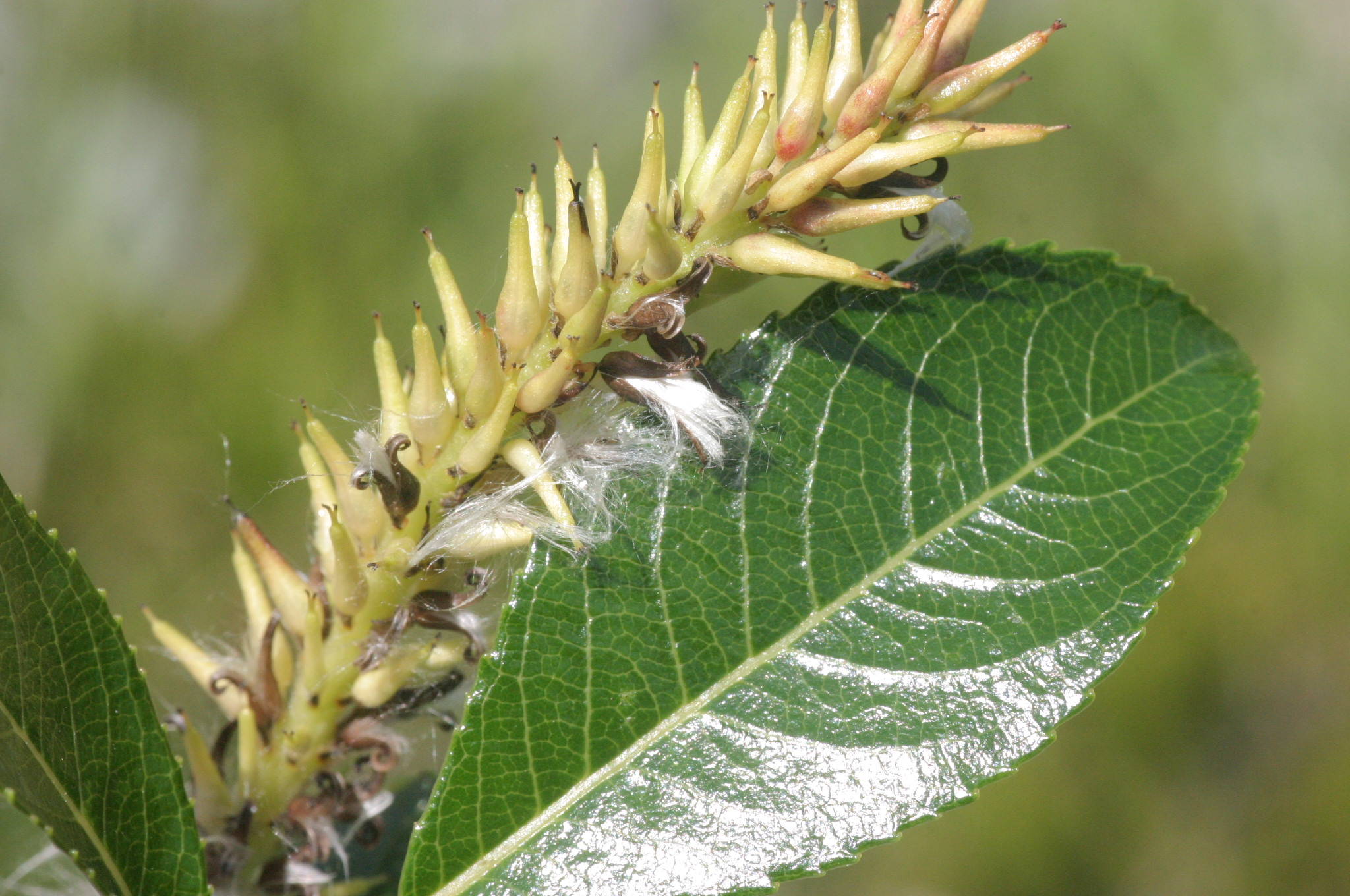
Fruchtstand

### Vegetative Merkmale
Die Kahle Weide ist ein Strauch, der Wuchshöhen von bis zu 1,5 Metern erreicht. Alle Pflanzenteile sind kahl. Das nackte Holz zeigt kurze, zerstreute Striemen. Die Rinde der dicken Ästen und dicken Zweige ist kahl sowie rotbraun.
Die wechselständig angeordneten Laubblätter sind in Blattstiel und Blattspreite gegliedert. Die einfache, kahle Blattspreite ist bei einer Länge von 4 bis 6 Zentimetern sowie einer Breite von 1,5 bis 2,5 Zentimetern breit elliptisch oder eiförmig bis länglich mit stumpfem bis zugespitztem Ende, abgerundeter bis keilförmiger Basis und drüsig gesägtem Blattrand. Die Blattoberseite ist dunkelgrün und stark glänzend, die -unterseite ist weißlich und hat einen dicken Wachsbelag. Die Blattadern treten deutlich hervor. Die Nebenblätter sind schwach entwickelt.

### Generative Merkmale
Die Kahle Weide blüht von Mai bis Juni kurz vor dem Blattaustrieb. Der kurze Blütenstandsschaft ist mit Blättern besetzt. Die kätzchenförmigen Blütenstände sind bei einer Länge von bis zu 7 Zentimetern elliptisch. Die Tragblätter männlicher Blüten sind einfarbig, bei weiblichen Blüten zweifarbig und an der Spitze bärtig und mit einer breiten Nektardrüse versehen. Männliche Blüten haben zwei an der Basis behaarte Staubblätter mit anfangs purpurroten sich später gelb verfärbenden Staubbeutel. Der Fruchtknoten weiblicher Blüten ist gestielt und kahl. Der verlängerte Griffel endet in einer kurzen und geteilten Narbe.
Die Chromosomenzahl beträgt 2n = 76 oder 114.

## Vorkommen und Standortansprüche
Das natürliche Verbreitungsgebiet liegt in Europa in Österreich, in Süddeutschland, in der östlichen Schweiz, in Slowenien, Kroatien, Bosnien und in Norditalien.
Die Kahle Weide wächst in Gebirgen in kühlfeuchten Wäldern auf schwach sauren bis alkalischen, humos- bis sandig-lehmigen, nährstoffreichen Böden an sonnigen bis lichtschattigen, sommerkühlen und winterkalten Standorten und ist frosthart. Sie wächst gern auf Dolomit. Sie ist eine Charakterart des Salicetum glabrae aus dem Verband Salicion waldsteininanae.
Das Verbreitungsgebiet wird der Winterhärtezone 4 zugeordnet mit mittleren jährlichen Minimaltemperaturen von −34,4 bis −28,9 °C (−30 bis −20 °F).

## Systematik
Die Erstveröffentlichung von Salix glabra erfolgte 1772 durch Giovanni Antonio Scopoli. Das Artepitheton glabra stammt aus dem Lateinischen und bedeutet „glatt“ oder „kahl“.
Salix glabra gehört zur Sektion Arbuscella aus der Untergattung Caprisalix in der Gattung Salix.

## Verwendung
Die Kahle Weide wird sehr selten verwendet.

## Nachweise